# Yuya Osako
Yuya Osako (født 18. maj 1990) er en japansk fodboldspiller som spiller for Vissel Kobe.

## Japans fodboldlandshold
| Japans landshold | Japans landshold | Japans landshold |
| År               | Kmp              | Mål              |
| ---------------- | ---------------- | ---------------- |
| 2013             | 6                | 3                |
| 2014             | 6                | 0                |
| Total            | 12               | 3                |